# GFTP
gFTP — кроссплатформенный многопоточный FTP-клиент, позволяющий безопасно и надёжно обмениваться файлами между локальным компьютером и серверами в Интернете.
Чаще всего gFTP используется в Unix-подобных операционных системах, такие как Linux, Mac OS X или игровой консоли Sony PlayStation. Может быть использован как с GUI, который использует GTK+, так и из интерфейса командной строки. Утилита распространяется под лицензией GNU General Public License и переведена на 50 языков.
FTP-клиент поддерживает протоколы FTP, FTPS (только управление соединением), HTTP, HTTPS, SFTP и FSP, а также поддержка и работа с FTP/HTTP через прокси-сервер и FXP.
В GUI использует двухпанельный интерфейс, в левой панели находятся локальная файловая система, а в правой — удалённая. Внизу главного окна отображена секция операций, которая отображает в реальном времени состояние каждой активной или находящейся в очереди операции передачи файлов. В журнале сообщений отображаются текстовые команды и ответы между gFTP и удалённым сервером. Все сайты сохраняются в коллекции закладок, из которых в дальнейшем можно производить подключение.